# Mosco (bebida)
El mosco es un licor fermentado y destilado de caña de azúcar y naranja, fabricado y distribuido por la marca homónima. Es originario de la ciudad de Toluca de Lerdo, capital del estado de México.
El Mosco se sirve frío, con hielo, y suele acompañar bien los aperitivos. También se puede usar en cócteles como el Martini, así como base para salsas.

## Historia
Este licor fue creado por un valbravense en Toluca, Don Adolfo Pastor Almazán. La casa de licores Mosco ha permanecido como negocio familiar, siendo su actual gerente Martha Almazán, nieta de Adolfo Almazán.